# Liste des pays par note souveraine
| Signification de la note                         | Moody’s    | Moody’s             | Standard & Poor’s | Standard & Poor’s | Fitch Ratings | Fitch Ratings |
| Signification de la note                         | Long terme | Court terme         | Long terme        | Court terme       | Long terme    | Court terme   |
| ------------------------------------------------ | ---------- | ------------------- | ----------------- | ----------------- | ------------- | ------------- |
| Prime Première qualité                           | Aaa        | P-1 Prime -1        | AAA               | A-1+              | AAA           | F1+           |
| High grade Haute qualité                         | Aa1        | P-1 Prime -1        | AA+               | A-1+              | AA+           | F1+           |
| High grade Haute qualité                         | Aa2        | P-1 Prime -1        | AA                | A-1+              | AA            | F1+           |
| High grade Haute qualité                         | Aa3        | P-1 Prime -1        | AA−               | A-1+              | AA−           | F1+           |
| Upper medium grade Qualité moyenne supérieure    | A1         | P-1 Prime -1        | A+                | A-1               | A+            | F1            |
| Upper medium grade Qualité moyenne supérieure    | A2         | P-1 Prime -1        | A                 | A-1               | A             | F1            |
| Upper medium grade Qualité moyenne supérieure    | A3         | P-2                 | A−                | A-2               | A−            | F2            |
| Lower medium grade Qualité moyenne inférieure    | Baa1       | P-2                 | BBB+              | A-2               | BBB+          | F2            |
| Lower medium grade Qualité moyenne inférieure    | Baa2       | P-3                 | BBB               | A-3               | BBB           | F3            |
| Lower medium grade Qualité moyenne inférieure    | Baa3       | P-3                 | BBB−              | A-3               | BBB−          | F3            |
| Non-investment grade, speculative Spéculatif     | Ba1        | Not prime Non prime | BB+               | B                 | BB+           | B             |
| Non-investment grade, speculative Spéculatif     | Ba2        | Not prime Non prime | BB                | B                 | BB            | B             |
| Non-investment grade, speculative Spéculatif     | Ba3        | Not prime Non prime | BB−               | B                 | BB−           | B             |
| Highly speculative Très spéculatif               | B1         | Not prime Non prime | B+                | B                 | B+            | B             |
| Highly speculative Très spéculatif               | B2         | Not prime Non prime | B                 | B                 | B             | B             |
| Highly speculative Très spéculatif               | B3         | Not prime Non prime | B−                | B                 | B−            | B             |
| Risque élevé                                     | Caa1       | Not prime Non prime | CCC+              | C                 | CCC           | C             |
| Ultra spéculatif                                 | Caa2       | Not prime Non prime | CCC               | C                 | CCC           | C             |
| En défaut, avec quelques espoirs de recouvrement | Caa3       | Not prime Non prime | CCC−              | C                 | CCC           | C             |
| En défaut, avec quelques espoirs de recouvrement | Ca         | Not prime Non prime | CC                | C                 | CC            | C             |
| En défaut, avec quelques espoirs de recouvrement | C          | Not prime Non prime | C/CI/R            | C                 | C             | C             |
| En défaut sélectif                               | C          | Not prime Non prime | SD                | D                 | RD            | D             |
| En défaut                                        | C          | Not prime Non prime | D                 | D                 | D             | D             |

Liste de notes souveraines par pays pour les trois principales[réf. nécessaire] agences de notation financière : Standard & Poor's, Fitch et Moody's.

## Standard & Poor's

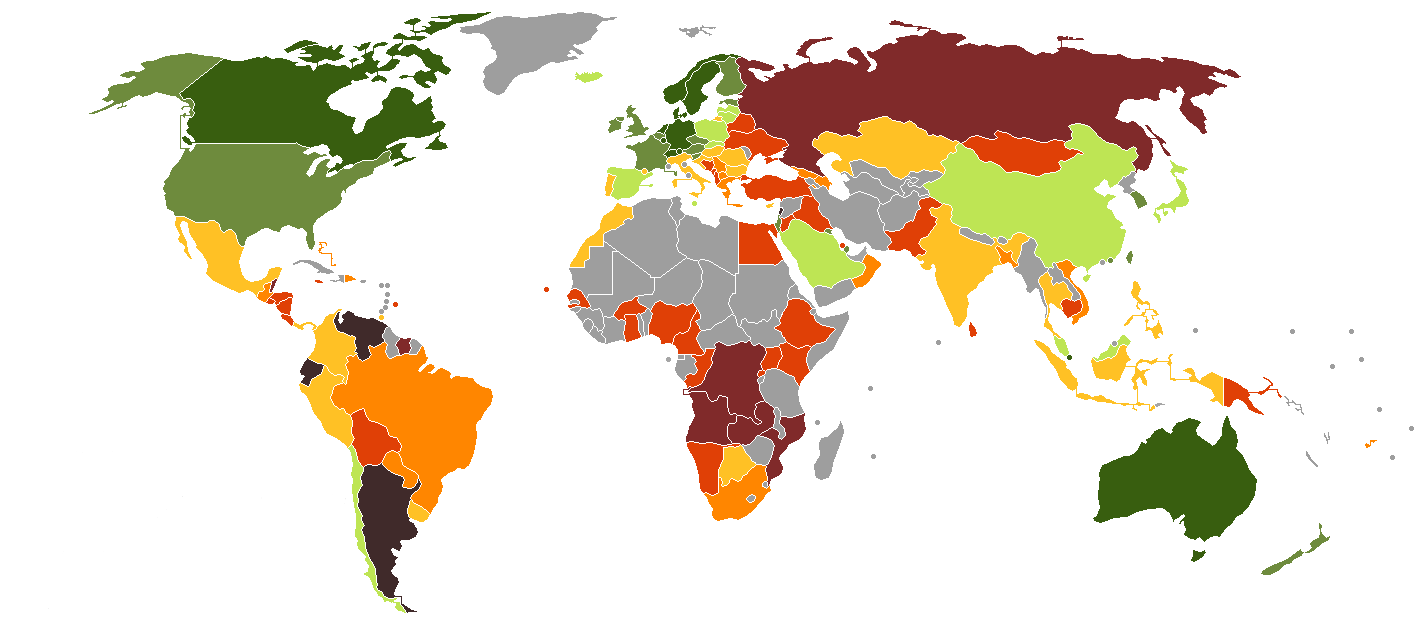
Notes souveraines attribuées par Standard & Poor's,.

Notation financière des États européens par Standard & Poor's, 27 juin 2016.

| Pays                      | Note | Perspective | Dernière modification | Source |
| ------------------------- | ---- | ----------- | --------------------- | ------ |
| Albanie                   | B+   | Stable      | février 2016          | [ 3 ]  |
| Andorre                   | BBB  | Stable      | avril 2020            |        |
| Angola                    | CCC+ | Stable      | mars 2020             | [ 3 ]  |
| Argentine                 | SD   | Négative    | avril 2020            | [ 4 ]  |
| Aruba                     | A-   | Négative    | juin 2011             |        |
| Australie                 | AAA  | Négative    | avril 2020            |        |
| Autriche                  | AA+  | Stable      | janvier 2013          |        |
| Azerbaïdjan               | BB+  | Stable      | janvier 2018          |        |
| Bahamas                   | BBB+ | Stable      | juin 2011             |        |
| Bahreïn                   | BBB  | Négative    | juin 2011             |        |
| Bangladesh                | BB-  | Stable      | avril 2010            |        |
| Barbade                   | B-   | Stable      | décembre 2019         |        |
| Biélorussie               | B    | Négative    | juin 2011             |        |
| Belgique                  | AA   | Stable      | février 2014          | [ 5 ]  |
| Belize                    | B    | Stable      | juin 2011             |        |
| Bénin                     | B    | Stable      | juin 2011             |        |
| Bermudes                  | AA   | Stable      | juin 2011             |        |
| Bolivie                   | BB-  | Stable      | mai 2012              |        |
| Bosnie-Herzégovine        | B    | Stable      | avril 2020            |        |
| Botswana                  | A-   | Stable      | juin 2011             |        |
| Brésil                    | BB+  | Stable      | septembre 2015        |        |
| Bulgarie                  | BBB  | Stable      | mai 2020              |        |
| Burkina Faso              | B    | Stable      | mai 2017              |        |
| Cambodge                  | B+   | Stable      | juin 2011             |        |
| Cameroun                  | B    | Stable      | juin 2011             |        |
| Canada                    | AAA  | Stable      | juin 2011             |        |
| Cap-Vert                  | B+   | Stable      | juin 2011             |        |
| Chili                     | AA-  | Positive    | décembre 2012         | [ 6 ]  |
| Chine                     | A-   | Stable      | septembre 2017        | [ 7 ]  |
| Colombie                  | BBB  | Stable      | mai 2013              |        |
| Îles Cook                 | BB-  | Négative    | juin 2011             |        |
| Costa Rica                | BB   | Stable      | juin 2011             |        |
| Croatie                   | A-   | Positive    | juin 2024             |        |
| Chypre                    | A-   | Négative    | juin 2011             |        |
| Tchéquie                  | AA-  | Positive    | juin 2011             |        |
| Danemark                  | AAA  | Stable      | juin 2011             |        |
| République dominicaine    | B    | Positive    | juin 2011             |        |
| Émirats arabes unis       | AA   | Stable      | juillet 2007          |        |
| Équateur                  | B-   | Stable      | juin 2011             |        |
| Égypte                    | B-   | Négative    | décembre 2012         | [ 8 ]  |
| Salvador                  | BB-  | Stable      | juin 2011             |        |
| Estonie                   | A    | Positive    | juin 2011             |        |
| Fidji                     | B-   | Positive    | juin 2011             |        |
| Finlande                  | AAA  | Stable      | juin 2011             |        |
| France                    | AA-  | Négative    | mai 2024              | .      |
| Gabon                     | BB-  | Stable      | juin 2011             |        |
| Géorgie                   | B+   | Positive    | juin 2011             |        |
| Allemagne                 | AAA  | Stable      | janvier 2012          |        |
| Ghana                     | B    | Stable      | juin 2011             |        |
| Grèce                     | BB-  | Stable      | avril 2020            | [ 10 ] |
| Grenade                   | B-   | Stable      | juin 2011             |        |
| Guatemala                 | BB   | Stable      | juin 2011             |        |
| Guernesey                 | AAA  | Stable      | juin 2011             |        |
| Honduras                  | B    | Stable      | juin 2011             |        |
| Hong Kong                 | AAA  | Stable      | décembre 2010         | [ 11 ] |
| Hongrie                   | BBB- | Négative    | juin 2011             |        |
| Islande                   | BBB- | Négative    | juin 2011             |        |
| Inde                      | BBB- | Stable      | juin 2011             |        |
| Indonésie                 | BB+  | Positive    | juin 2011             |        |
| Irlande                   | AA-  | Stable      | novembre 2019         |        |
| Île de Man                | AAA  | Stable      | juin 2011             |        |
| Israël                    | AA   | Stable      | août 2018             |        |
| Italie                    | BBB  | Négative    | juillet 2007          |        |
| Jamaïque                  | B-   | Stable      | juin 2011             |        |
| Japon                     | A+   | Stable      | juin 2020             | [ 12 ] |
| Jordanie                  | BB   | Négative    | juin 2011             |        |
| Kazakhstan                | BBB  | Stable      | juin 2011             |        |
| Kenya                     | B+   | Stable      | juin 2011             |        |
| Koweït                    | AA-  | Stable      | juin 2011             |        |
| Lettonie                  | BB+  | Positive    | juin 2011             |        |
| Liban                     | SD   |             | mai 2020              |        |
| Libye                     | NR   |             | juin 2011             | [ 3 ]  |
| Liechtenstein             | AAA  | Stable      | juin 2011             |        |
| Lituanie                  | BBB  | Stable      | juin 2011             |        |
| Luxembourg                | AAA  | Stable      | décembre 2010         | [ 13 ] |
| Macédoine du Nord         | BB   | Stable      | juin 2011             |        |
| Malaisie                  | A-   | Stable      | juin 2011             |        |
| Malte                     | A    | Stable      | juin 2011             |        |
| Mexique                   | BBB+ | Stable      | juin 2011             |        |
| Mongolie                  | BB-  | Stable      | juin 2011             |        |
| Monténégro                | BB   | Négative    | juin 2011             |        |
| Montserrat                | BBB- | Positive    | juin 2011             |        |
| Maroc                     | BB+  | Positive    | mars 2024             |        |
| Mozambique                | B+   | Stable      | juin 2011             |        |
| Pays-Bas                  | AAA  | Stable      | juin 2011             |        |
| Nouvelle-Zélande          | AA+  | Négative    | juin 2011             |        |
| Nigeria                   | B+   | Stable      | juin 2011             |        |
| Norvège                   | AAA  | Stable      | juin 2011             |        |
| Oman                      | A    | Négative    | juin 2011             |        |
| Pakistan                  | B-   | Stable      | septembre 2010        | [ 14 ] |
| Panama                    | BBB  | Stable      | juillet 2012          |        |
| Papouasie-Nouvelle-Guinée | B+   | Stable      | juin 2011             |        |
| Paraguay                  | BB   | Positive    | juin 2014             | [ 15 ] |
| Pérou                     | BBB+ | Stable      | août 2014             | [ 16 ] |
| Philippines               | BB   | Stable      | juin 2011             |        |
| Pologne                   | A-   | Stable      | juin 2011             |        |
| Portugal                  | A    | positive    | mars 2025             |        |
| Qatar                     | AA   | Stable      | novembre 2011         |        |
| Roumanie                  | BB+  | Stable      | juin 2011             |        |
| Russie                    | CC   | Négative    | Mar 2022              | [ 17 ] |
| Arabie saoudite           | AA-  | Stable      | juin 2011             |        |
| Sénégal                   | B+   | Négative    | juin 2011             |        |
| Serbie                    | BB   | Stable      | juin 2011             |        |
| Singapour                 | AAA  | Stable      | juin 2011             |        |
| Slovaquie                 | A+   | Stable      | juin 2011             |        |
| Slovénie                  | AA   | Négative    | Jan 2011              | [ 18 ] |
| Afrique du Sud            | BBB+ | Stable      | juin 2011             |        |
| Corée du Sud              | A    | Stable      | juin 2011             |        |
| Espagne                   | A    | Stable      | septembre 2019        |        |
| Sri Lanka                 | B+   | Stable      | juin 2011             |        |
| Suriname                  | B+   | Positive    | juin 2011             |        |
| Suède                     | AAA  | Stable      | juin 2011             |        |
| Suisse                    | AAA  | Stable      | juin 2011             |        |
| Taïwan                    | AA-  | Stable      | juin 2011             |        |
| Thaïlande                 | BBB+ | Stable      | juin 2011             |        |
| Trinité-et-Tobago         | A    | Stable      | juin 2011             |        |
| Tunisie                   | B    | Négative    | août 2013             |        |
| Turquie                   | BB   | Positive    | juin 2011             |        |
| Ouganda                   | B+   | Stable      | juin 2011             |        |
| Ukraine                   | B+   | Stable      | juin 2011             |        |
| Royaume-Uni               | AA   | Négative    | octobre 2022          | [ 19 ] |
| États-Unis                | AA+  | Stable      | juin 2013             |        |
| Uruguay                   | BBB  | Stable      | juin 2015             |        |
| Venezuela                 | B+   | Stable      | août 2011             |        |
| Vietnam                   | BB-  | Négative    | juin 2011             |        |
| Zambie                    | B+   | Stable      | juin 2011             |        |

## Fitch

Notation financière des États européens par Fitch Ratings, 16 août 2014.

| Pays    | Note | Perspective | Date      | Source |
| ------- | ---- | ----------- | --------- | ------ |
| Liban   | RD   |             | Mars 2020 | [ 20 ] |
| Russie  | C    | n/a         | Mars 2022 | [ 21 ] |
| Tunisie | CCC- |             | Juin 2023 | [ 22 ] |

## Moody's

Notation financière des États européens par Moody's, 18 janvier 2014.

| Pays        | Note | Perspective | Date           | Source |
| ----------- | ---- | ----------- | -------------- | ------ |
| Angola      | B1   | Négative    | Aout 2017      | [ 23 ] |
| Argentine   | B3   | Stable      | avril 2016     | [ 24 ] |
| Bahreïn     | Baa1 | Négative    | mai 2011       | [ 25 ] |
| Barbade     | Baa1 | Négative    | juin 2011      | [ 26 ] |
| Brésil      | Baa2 | Positive    | juin 2011      | [ 27 ] |
| Chili       | Aa3  | Stable      | juin 2010      | [ 28 ] |
| Colombie    | Baa3 | Stable      | juin 2011      | [ 29 ] |
| Slovénie    | Aa2  | Stable      | janvier 2011   | [ 18 ] |
| Espagne     | Baa2 | Positive    | février 2014   | [ 30 ] |
| France      | Aa3  | Stable      | décembre 2024  | [ 31 ] |
| États-Unis  | AA1  | Stable      | mai 2025       | [ 32 ] |
| Philippines | Baa2 | Stable      | juin 2011      | [ 33 ] |
| Grèce       | Ba3  | Stable      | Novembre 2020  | [ 34 ] |
| Irlande     | A2   | Stable      | Septembre 2017 | [ 35 ] |
| Italie      | Baa3 | Négative    | octobre 2018   | [ 36 ] |
| Japon       | Aa2  | Négative    | février 2011   | [ 37 ] |
| Lettonie    | Baa3 | Positive    | juin 2011      | [ 38 ] |
| Liban       | C    |             | Juillet 2020   | [ 39 ] |
| Mexique     | A3   |             | janvier 2013   | [ 40 ] |
| Paraguay    | Ba2  | Positive    | janvier 2014   |        |
| Pérou       | A2   | positive    | mars 2025      | [ 41 ] |
| Portugal    | A3   | Positive    | Novembre 2023  | [ 42 ] |
| Russie      | Ca   | Négative    | Mars 2022      | [ 43 ] |
| Royaume-Uni | Aa2  | Stable      | septembre 2017 | [ 44 ] |
| Tunisie     | Caa2 | Négative    | octobre 2021   | [ 45 ] |

## Sources
Cet article est en partie issu de l'article hispanophone correspondant.
1. ↑  (en) « S&P | Ratings Sovereigns Ratings List | Americas », Standard & Poor's (consulté le 7 août 2011)
2. ↑  Reference for the United States: (en) « United States of America Long-Term Rating Lowered To 'AA+' On Political Risks And Rising Debt Burden; Outlook Negative » [archive du 6 août 2012], Standard & Poor's (consulté le 5 août 2011)
3. 1 2 3  Sovereign Rating And Country T&C Assessment Histories | Standard & Poor's
4. ↑  S&P gives Belgium credit rating warning amid political uncertainty | Business | The Guardian
5. ↑  (es) « Standard & Poor's  eleva calificación soberana de Chile en un escalón a "AA-" / Emol.com », El Mercurio,‎ 26 décembre 2012 (lire en ligne, consulté le 3 septembre 2020).
6. ↑  « Pékin furieux après la dégradation de sa note par Standard & Poor’s », lesechos.fr,‎ 22 septembre 2017 (lire en ligne, consulté le 22 septembre 2017)
7. ↑  (es) « S&P rebaja la calificación crediticia de Egipto a B- por la crisis política », sur Diario Financiero (consulté le 3 septembre 2020).
8. ↑  Olivier Chicheportiche, Agence France-Presse, « Finances publiques: l'agence S&P dégrade la note de la France de "AA" à "AA-" », sur bfmtv.com, 31 mai 2024 (consulté le 1er juin 2024).
9. ↑  "Greece slips further toward default as its credit rating is cut to CCC". The Guardian. 13 June 2011
10. ↑  Government welcomes S&P's decision to upgrade Hong Kong's Sovereign Credit Ratings to 'AAA' | Hong Kong SAR Government Press Release
11. ↑  S&P cuts Japan sovereign rating outlook on quake costs | Reuters
12. ↑  Grand Duchy of Luxembourg 'AAA/A-1+' sovereign ratings affirmed on continued strong financials; Outlook Stable | paperJam
13. ↑  Pakistan’s Credit Rating to Remain Stable, S&P Says | Businessweek
14. ↑  Russia - Credit Rating | tradingeconomics
15. 1 2  Slovenia to Sell as Much as 1.5 Billion Euros in Bonds | Businessweek
16. ↑  « Les places financières européennes en forte baisse, la note de la dette britannique abaissée », Le Monde,‎ 27 juin 2016 (lire en ligne).
17. ↑  « Fitch Downgrades Lebanon's Long-Term Foreign-Currency IDR to 'RD' », fitchratings,‎ 18 mars 2020 (lire en ligne).
18. ↑  « https://tradingeconomics.com/russia/rating », tradingeconomics,‎ 8 mars 2022 (lire en ligne).
19. ↑  « Fitch Downgrades Tunisia to 'CCC-' », fitchratings.com,‎ 9 juin 2023 (lire en ligne).
20. ↑  [ https://m.moodys.com/credit-ratings/Angola-Government-of-credit-rating-806356845]
21. ↑  Moody's downgrades Bahrain to Baa1 with negative outlook
22. ↑  Moody's downgrades Barbados' domestic currency rating to Baa3; outlook negative
23. ↑  Moody's upgrades Colombia's bond ratings
24. ↑  Moody’s Warns U.S. Debt Could Test Triple-A Rating - NYTimes.com
25. ↑  Moody's upgrades the Philippines' sovereign ratings to Ba2; outlook stable
26. ↑  « Rating Action: Moody's upgrades Greece's rating to Ba3, outlook remains stable », Moody's, 6 novembre 2020 (consulté le 13 février 2021)
27. ↑  Moody's cuts Ireland by two notches - Reuters
28. ↑  Moody's downgrades Italys government bond rating to Baa2 from A3
29. ↑  Moody's cuts outlook for Japan credit rating from stable to negative on massive national debt - Yahoo! Canada Finance
30. ↑  Moody's assigns Baa3 rating to Latvia government bond
31. ↑  Moody's downgrades Lebanon's rating to C from Ca
32. ↑   « Moody's eleva a A3 a México »(Archive.org • Wikiwix • Archive.is • Google • Que faire ?) (consulté le 16 mai 2017)
33. ↑  Russia - Credit Rating
34. ↑  [ http://www.la-croix.com/Economie/Monde/Le-Brexit-baisse-note-Royaume-Uni-2017-09-23-1200879133]
35. ↑  Moody's downgrades Tunisia's ratings